# Брыкин, Фёдор Петрович
Фёдор Петрович Брыкин (Бринкин) — естествоиспытатель и первый русский ученый, совершивший путешествие вокруг света.

## Биография
Годы рождения и кончины его неизвестны. Воспитывался Брыкин в петербургской медико-хирургической академии и окончил курс со степенью доктора медицины; однако любимым предметом его осталась ботаника, которой он впоследствии посвятил всю свою научную деятельность.
В 1803 г. он отправился в дальнее плавание на шлюпе «Надежда» и, таким образом, участвовал в первой русской экспедиции вокруг света. Брыкин, в качестве доктора, находился в свите чрезвычайного посланника и полномочного министра камергера Резанова, отправленного в Японию. Во время плавания Брыкин, как ботаник, посетил острова Тенерифе и Нукагиву; здесь собрано им немало ценных в научном отношении предметов для академической кунсткамеры. Не будучи в состоянии привыкнуть к морскому путешествию, Брыкин, по прибытии экспедиции в Камчатку, заболел и оказался не в силах продолжать свое плавание. В августе 1804 года Брыкин выехал из Петропавловска и в конце того же или начале 1805 года прибыл сухим путем в Петербург, первым закончив, таким образом, кругосветное путешествие. Умер вскоре после своего возвращения.
С тех пор ни о Брыкине, ни о его весьма ценных гербариях, собранных им в пути, не сохранилось никаких сведений, как равно и о его весьма важных в научном отношении ученых записках, которые не были изданы и неизвестно где хранятся. О Брыкине, как об ученом, сохранились весьма лестные отзывы И. Ф. Крузенштерна, графа Н. П. Румянцева, Шемелина, проф. Г. Ф. Соболевского и др.